# Johan Karrento
Johan Karrento, född 15 maj 1975 i Mariehamn på Åland, är en åländsk filmregissör, manusförfattare och filmproducent.
Han har studerat filmvetenskap vid Stockholms universitet och vid Universität der Künste Berlin. Han är verksam i Berlin, Stockholm, Helsingfors och på Åland.
Karrento är mest känd för dokumentärfilmen Att sminka en gris (2018). 2018 regisserade Karrento ”Gå ut och var glad din jävel”, en scenshow av Zandra Lundberg.

## Filmografi

### Regi
- 2006 – Acrobats (dokumentär)
- 2006 – Torsk på teater (dokumentär)
- 2007 – Varför sluta drömma (kortfilm)
- 2007 – Hjältarna i Telenätet (kortfilm)
- 2008 – Videoschlager - New York (kortfilm)
- 2008 – Loi loi (dokumentär)
- 2009 – Grace Åland (dokumentär)
- 2009 – This Is Hollywood? (dokumentär)
- 2010 – Solsken (TV-serie, 11 avsnitt)
- 2010 – Vapen (dokumentär)
- 2010 – Liv (kortfilm)
- 2011 – Kapten Sandholm (dokumentär)
- 2012 – Döda din chef (dokumentär)
- 2012 – Gör nåt åt vädret! (dokumentär)
- 2013 – Do Not Hit the Drag Queen (dokumentär)
- 2014 – Den bästa vännen (kortfilm)
- 2017 – God hates Finland (kortfilm)
- 2018 – Att sminka en gris (dokumentär)
- 2018 – Gå ut och var glad din jävel (monolog)
- 2018 – Själjägare (dokumentär)[3]

## Utmärkelser
- 2018 Vera filmfestival – första pris[4]